# دنیل اسونسون
دنیل جاناتان اسونسون (به انگلیسی: Daniel Jonathan Svensson؛ زادهٔ ۱۲ فوریه ۲۰۰۲) یک بازیکن فوتبال اهل سوئد است که در پست هافبک مرکزی یا مدافع چپ برای باشگاه فوتبال بروسیا دورتموند در بوندس‌لیگا و تیم ملی سوئد بازی می‌کند.